# Johann Heinrich Müller (Astronom)

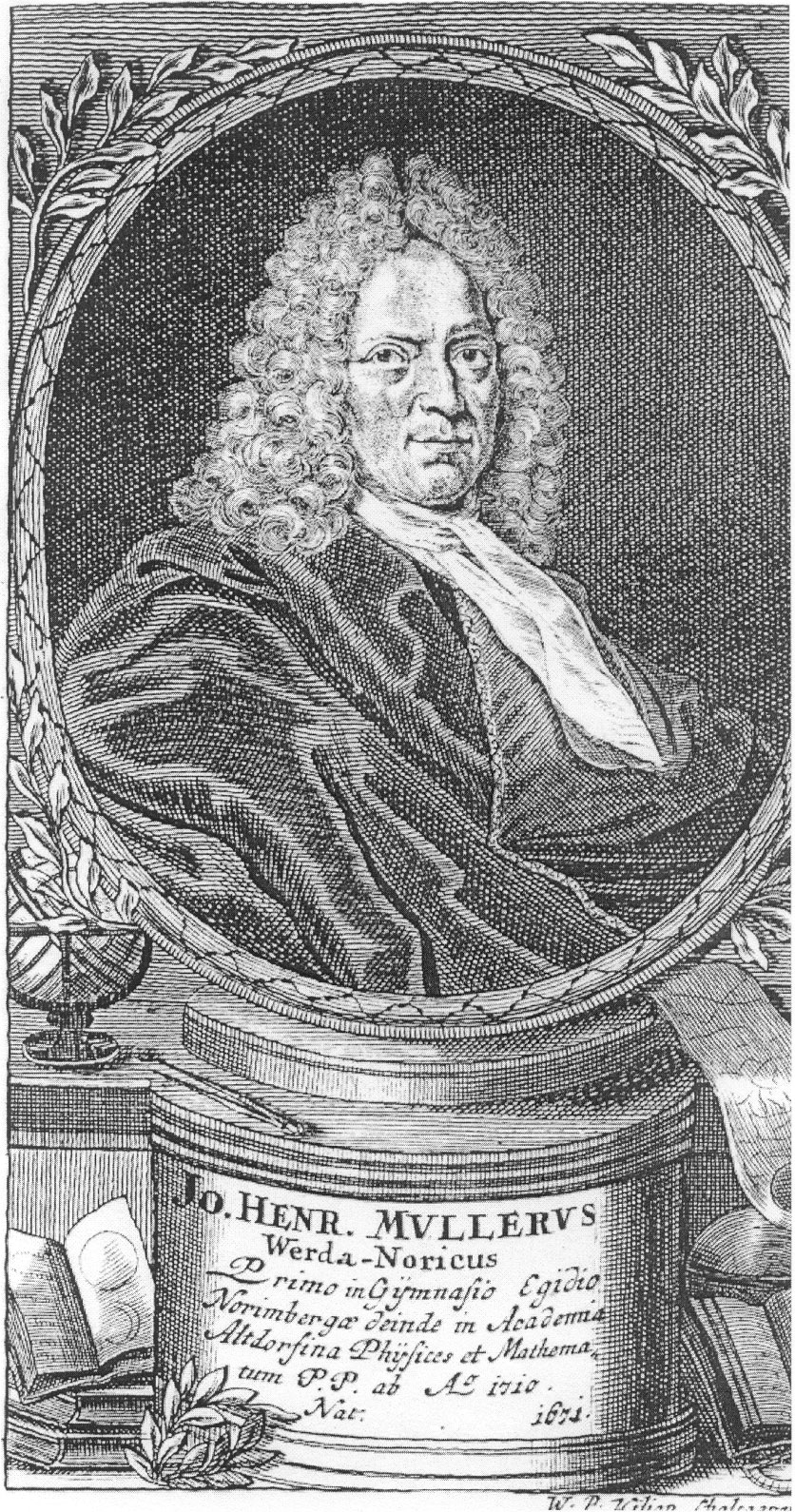
Johann Heinrich Müller

Johann Heinrich Müller (* 15. Januar 1671 in der Nürnberger Vorstadt Wöhrd; † 5. März 1731 in Altdorf) war ein deutscher Astronom.

## Leben und Wirken
Johann Heinrich Müller war der Sohn von Johann Müller, einem Lehrer an der Schule in Wöhrd, und Ursula Luft. Sein Bruder Johann Christoph Müller (1673–1721) war ebenfalls Astronom und zudem weitgereister Kartograf in Österreich und Ungarn.
Müller ging an die Lorenzer Schule und hörte dort Vorlesungen am Egidiengymnasium. Bereits früh zeigte sich sein Interesse für Astronomie. Von 1687 bis 1692 arbeitete er als Assistent von Georg Christoph Eimmart (1638–1705) auf der von ihm gegründeten Nürnberger Sternwarte.
Müller begann sein Studium im Jahre 1692 in Altdorf. Er wohnte zu jener Zeit im Hause von Johann Christoph Sturm (1635–1703), bei dem er auch Vorlesungen hörte. 1697 ging er nach Gießen und zwei Jahre später 1699 nach Tübingen. Weitere zwei Jahre später, im Jahre 1701, ging er zurück nach Nürnberg. 1728 wurde er als auswärtiges Mitglied in die Königlich Preußische Sozietät der Wissenschaften aufgenommen. Am 17. Juli 1730 wurde er mit dem akademischen Beinamen Marcus Manilius I. zum Mitglied (Matrikel-Nr. 412) der Leopoldina gewählt.
Müller wurde 1705 Professor für Physik am Gymnasium in Nürnberg, und zudem, mit dem Tode von Georg Christoph Eimmart, Leiter der Sternwarte in Nürnberg. Am 20. Januar 1706 heiratete er Maria Clara Eimmart (1668–1707), die auch seit ihrer Jugend als Astronomin tätig war. Sie starb bei der Geburt eines Sohnes, der nicht überlebte. 1709 wurde Müller Professor für Mathematik an der Universität in Altdorf, wohin er 1710 als Nachfolger von Johann Wilhelm Baier wechselte. Im Jahre 1711 heiratete er zum zweiten Male, diesmal Apollonia Lochner († 1755). Mit ihr hatte er vier Söhne und zwei Töchter, von denen nur ein Sohn und eine Tochter überlebten. Von 1711 bis 1713 wurde unter Müllers Anleitung die zweite Altdorfer Sternwarte gebaut. 1713 übernahm er zusätzlich die Stelle des Direktors der neuen Sternwarte.
Müller hielt Vorlesungen über Meteorologie, mathematische Geographie und Kartographie. Sámuel Mikoviny (1700–1750) war sein bekanntester Schüler. Michael Kelsch wurde sein Nachfolger auf der Professur.
Johann Heinrich Müller war seit dem 5. Mai 1728 Auswärtiges Mitglied der Preußischen Akademie der Wissenschaften.

## Werke (Auswahl)
- Oratio de Utilissima Physicae Tractatione, dicta publice Norimbergae d. 16. Dec. 1705. Cum Professionem Physices ibidum auspicaretur; Accessit Descriptio Observationibus Eclipseos Solis Totalis an. 1706. d. 12. Maji in Observatorio Norico Habita, nonnullis cum Animadversiones & Corollario. Nürnberg: Christian Sigismund Froberger 1706.
- Quaestio curiosa Physico-Astronomica, An Luna cingatur Atmosphaera? Altdorf: M. Daniel Meyer 11. Oktober 1710, 20 S.
- Dissertatio physico-astronomica de galaxia. Altdorf: M. Daniel Meyer 30. September 1713, 32 S.
- Collegium experimentale. Nürnberg: Wolfgang Moritz Endter 1721.
- Observationes Astronomico-Physicae selectae in Specula Altorfina. Pars Prior. Altdorf: Jobst Wilhelm Kohles 1723. (Digitalisat)
- Observationes Astronomico-Physicae selectae in Specula Altorfina. Pars Posterior. Altdorf: Jobst Wilhelm Kohles 1723. (Digitalisat)